# رينو كوسكوسكي
رينو كوسكوسكي (Reino Kuuskoski؛ لويما، 27 يناير 1965 - هلسنكي، 18 يناير 1907) فقيه قانوني فنلندي.
تولى كوسكوسكي مهاماً وزارية في فنلندا في مناسبتين. التعيين الوزاري الأول بين 17 نوفمبر 1953 و 5 مايو 1954 بمنصب وزير العدل في الحكومة الفنلندية السابعة والثلاثين . وكان تعيينه الوزاري الثاني بين 26 أبريل و 29 أغسطس 1958 لما صار رئيساً لوزراء حكومة فنلندا الثالثة والأربعين. وكانت كلا الحكومتان انتقاليتين.
كما تولى كوسكوسكي أيضا خلال مسيرته تنفيذ واجبات رئيس المحكمة الإدارية العليا الفنلندية. وكان كوسكوسكي أيضا أمين الحقوق البرلماني السابع في فنلندا وأحد الأشخاص الرئيسيين بتجديد التشريعات البلدية الفنلندية.

## روابط خارجية
- رينو كوسكوسكي على موقع مونزينجر (الألمانية)